# 호남문화재연구원
호남문화재연구원은 문화재의 보호․보존․관리․조사․발굴 및 그 활용을 통해 민족문화를 선양하고 창조적으로 개발하기 위하여 1999년 10월 29일 설립된 문화체육관광부 소관의 재단법인이다. 사무실은 전라남도 담양군 봉산면 탄금길 9-12(기곡리 872-1번지)에 있다.

## 주요 사업
1. 전통문화와 문화재관련사업의 시행
2. 매장문화재에 대한 지표조사, 발굴조사 등의 학술사업 및 연구서 발간
3. 전통문화 및 문화재에 대한 자문 및 위탁 수행
4. 지방사 정리를 위한 문헌조사
5. 전통문화와 문화재 전문인력 양성을 위한 세미나 개최 및 지원사업
6. 기타 제1호의 목적과 관련된 각종 사업 수행